# Cardeñadijo
Cardeñadijo es un municipio situado en la provincia de Burgos, en la comunidad autónoma de Castilla y León (España), en el denominado Alfoz de Burgos, partido judicial de Burgos.

## Geografía
Tiene un área de 9,21 km² con una población de 1430 habitantes (INE 2024) y una densidad de 155,27 hab/km².

## Historia
Lugar que formaba parte, del Alfoz y Jurisdicción de Burgos en el partido de Burgos , uno de los catorce que formaban la Intendencia de Burgos durante el periodo comprendido entre 1785 y 1833, tal como se recoge en el Censo de Floridablanca de 1787. Tenía jurisdicción de abadengo, dependiente del Hospital del Rey, con alcalde pedáneo.
Así se describe a Cardeñadijo en el tomo V del Diccionario geográfico-estadístico-histórico de España y sus posesiones de Ultramar, obra impulsada por Pascual Madoz a mediados del siglo XIX:

Lugar con ayuntamiento en la provincia, partido judicial, diócesis, audiencia territorial y capitanía general de Burgos (1 legua); Situado en un valle rodeado de cuestas, una de las cuales se prolonga hasta la capital; su clima es frío y húmedo, por los vientos del N y S que reinan con más frecuencia. Tienen 57 casas, la consistorial, escuela de primeras letras dotada con 530 reales, a que asisten 29 niños de ambos sexos, iglesia parroquial (San Martín) servida por un cura, una ermita (la Veracruz), y una fuente de buenas aguas para consumo del vecindario. Confina el término N Cardeña la alta; E Carcedo; S Saldaña, y O Burgos, a una legua el más distante. El terreno es quebrado, lleno de alturas no muy elevadas, y de segunda y tercera calidad; le fertilizan las aguas de un arroyo que baja de Carcedo; hay un pequeño monte cubierto de robles, y muy malos caminos, en particular el que dirige a Burgos, donde recibe la correspondencia cada interesado de por sí. Producciones: trigo, alaga y mocho, cebada, avena y legumbres; cría ganado vacuno y lanar, caza de conejos, liebres y perdices. Industria: 2 molinos harineros, uno de ellos bastante deteriorado. Población: 62 vecinos, 250 almas. Capital productivo: 1.426.000 reales. Imponible: 144.131.000. Contribución: 4.736 reales 10 maravedíes. El presupuesto municipal asciende a 500 reales cubiertos con el fondo de propios.
Diccionario geográfico-estadístico-histórico de España y sus posesiones de Ultramar

## Demografía
Cardeñadijo cuenta con una población de 1430 habitantes (INE 2024).
| Gráfica de evolución demográfica de Cardeñadijo entre 1842 y 2021                                                     |
| |
| Población de derecho según los censos de población del INE. Población de hecho según los censos de población del INE. |

## Urbanismo
En marzo de 2004 el ayuntamiento, presidido por Alberto Calvo, aprueba inicialmente el Plan General de Ordenación Urbana con una previsión de 19.000 viviendas lo que supone la ordenación de todo su término. La viabilidad de la propuesta quedaba garantizada vía convenio urbanístico ejecutando un nuevo vial que conectaría directamente con la A-1. La magnitud de las cesiones exigidas por el planeamiento urbanístico , en concepto de sistemas generales no fue comprendida y supuso rechazo vecinal, promovido asambleariamente, tal como señalaba el teniente de alcalde Martín Pascual, por grupos contrarios a un urbanismo desproporcionado del municipio.
En la actualidad se han construido 200 viviendas adosadas en la urbanización denominada La Quinta de Cardeña; este hecho hace que este municipio haya aumentado su población de forma sustancial. Cabe destacar que es un municipio que año tras año incrementa su población, a diferencia de otros muchos municipios de la provincia de Burgos.

## Industria
Las empresas más importantes de la localidad se dedican a la fabricación de componentes para sanitarios y baños y a la fabricación de morcillas y otros embutidos.
Recientemente se ha construido un polígono industrial en la localidad, en el cual se encuentran ubicados diversas empresas dedicadas a almacén de materiales de construcción, saneamientos, lavandería industrial y forja decorativa.

## Patrimonio
- Iglesia de San Martín Obispo.

## Fiestas
- El Carmen: 16 de julio.
- San Martín: 11 de noviembre.
- Santa Águeda: 5 de febrero.

## Gastronomía
Cardeñadijo es famoso por la calidad de las morcillas y el pan que en él se elabora. 
Actualmente existe una empresa de embutidos que elabora las tradicionales "morcillas de Cardeña" y una panadería.
Asimismo existen bastantes restaurantes en la localidad donde se puede degustar ricas carnes a la brasa, pescados regados con vino de la ribera del Duero o con sidra (debido a que existen varias sidrerías). Es frecuente la realización de bastantes comidas y cenas de empresa en los restaurantes de esta localidad debido a su cercanía a Burgos.